# Hvězdárna a planetárium Oldřicha Kotíka
Hvězdárna a planetárium Oldřicha Kotíka je astronomické zařízení v jihomoravských Ždánicích. Dokončena byla v roce 1965 a po uzavření znovu otevřena v roce 2019. Má dvě kopule pro pozorování (v hlavní je umístěn dalekohled o průměru 40 cm), mezi nimiž se nachází planetárium o průměru 8 m.
Zřizovatelem hvězdárny je město Ždánice, jejím vedoucím Karel Trutnovský.

## Historie
Budova hvězdárny se začala stavět v roce 1958 a byla dokončena v roce 1965. Hvězdárna byla v roce 1988 rozšířena o planetárium, ve kterém však nebyla projekční technika a bylo využíváno jen jako přednáškový sál. Koncem 90. let 20. století byla hvězdárna uzavřena.
V roce 2016 koupilo hvězdárnu město Ždánice za 4,4 miliony Kč. V následujících letech byla hvězdárna zčásti opravena (nové ústřední topení, výtah a bezbariérový přístup atd.) a znovu byla slavnostně otevřena v roce 2019. Bylo také rekonstruováno digitální planetárium pro 46 návštěvníků.
Rekonstrukce se dokončuje i v následujících letech.